# Bilan saison par saison des Bulls de Chicago

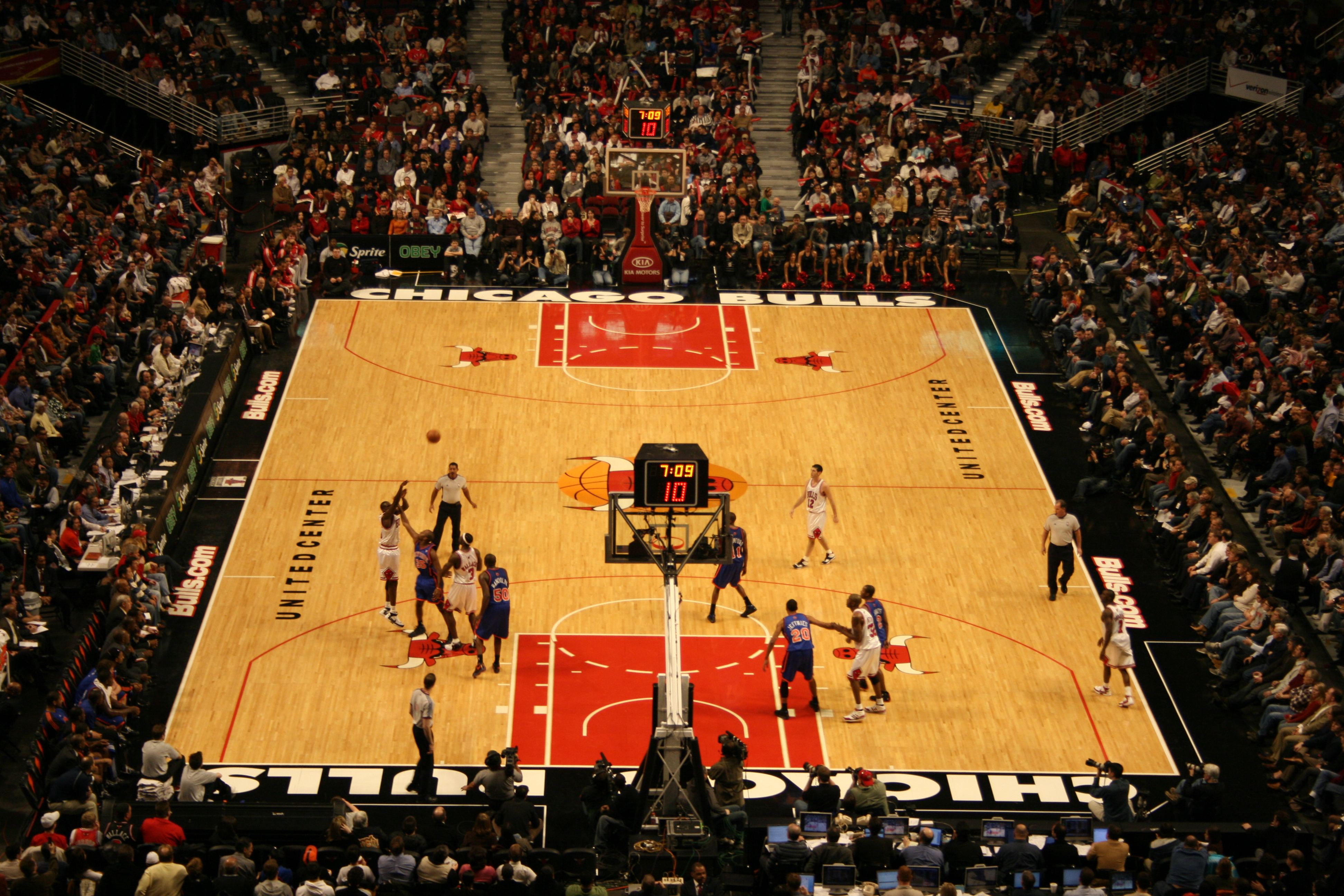
Le United Center abrite les Bulls depuis 1994.

Le tableau suivant est un bilan saison par saison des Bulls de Chicago avec les performances réalisées par la franchise depuis sa création en 1966.
| Saison           | Équipe           | Conférence       | Conférence       | Division         | Division         | Saison régulière | Saison régulière | Saison régulière | Playoffs | Entraîneur principal                    | Réf.         |
| Saison           | Équipe           | Conférence       | Conférence       | Division         | Division         | V                | D                | PCT              | Playoffs | Entraîneur principal                    | Réf.         |
| ---------------- | ---------------- | ---------------- | ---------------- | ---------------- | ---------------- | ---------------- | ---------------- | ---------------- | --- | --------------------------------------- | ------------ |
| Chicago Bulls    |                  |                  |                  |                  |                  |                  |                  |                  | |                                         |              |
| 1966-67          | 1966-67          | -                | -                | Ouest            | 4e               | 33               | 48               | 40,7%            | Défaite en demi-finale de Division (Saint-Louis, 0-3) | Johnny Kerr                             | [ 1 ]        |
| 1967-68          | 1967-68          | -                | -                | Ouest            | 4e               | 29               | 53               | 35,4%            | Défaite en demi-finale de Division (L.A. Lakers, 1-4) | Johnny Kerr                             | [ 2 ]        |
| 1968-69          | 1968-69          | -                | -                | Ouest            | 5e               | 33               | 49               | 40,2%            | - | Dick Motta                              | [ 3 ]        |
| 1969-70          | 1969-70          | -                | -                | Ouest            | 3e               | 39               | 43               | 47,6%            | Défaite en demi-finale de Division (Saint-Louis, 1-4) | Dick Motta                              | [ 4 ]        |
| 1970-71          | 1970-71          | Ouest            | 3e               | Midwest          | 2e               | 51               | 31               | 62,2%            | Défaite en demi-finale de conférence (L.A. Lakers, 3-4) | Dick Motta                              | [ 5 ]        |
| 1971-72          | 1971-72          | Ouest            | 3e               | Midwest          | 2e               | 57               | 25               | 69,5%            | Défaite en demi-finale de conférence (L.A. Lakers, 0-4) | Dick Motta                              | [ 6 ]        |
| 1972-73          | 1972-73          | Ouest            | 3e               | Midwest          | 2e               | 51               | 31               | 62,2%            | Défaite en demi-finale de conférence (L.A. Lakers, 3-4) | Dick Motta                              | [ 7 ]        |
| 1973-74          | 1973-74          | Ouest            | 3e               | Midwest          | 2e               | 54               | 28               | 65,9%            | Victoire en demi-finale de conférence (Détroit, 4-3) Défaite en finale de conférence (Milwaukee, 0-4)                                                                                        | Dick Motta                              | [ 8 ]        |
| 1974-75          | 1974-75          | Ouest            | 2e               | Midwest          | 1er              | 47               | 35               | 57,3%            | Victoire en demi-finale de conférence (Sacramento, 4-2) Défaite en finale de conférence (Golden State, 3-4)                                                                                  | Dick Motta                              | [ 9 ]        |
| 1975-76          | 1975-76          | Ouest            | 9e               | Midwest          | 4e               | 24               | 58               | 29,3%            | - | Dick Motta                              | [ 10 ]       |
| 1976-77          | 1976-77          | Ouest            | 6e               | Midwest          | 3e               | 44               | 38               | 53,7%            | Défaite au premier tour (Portland, 1-2) | Ed Badger                               | [ 11 ]       |
| 1977-78          | 1977-78          | Ouest            | 8e               | Midwest          | 3e               | 40               | 42               | 48,8%            | - | Ed Badger                               | [ 12 ]       |
| 1978-79          | 1978-79          | Ouest            | 11e              | Midwest          | 5e               | 31               | 51               | 37,8%            | - | Larry Costello Scotty Robertson         | [ 13 ]       |
| 1979-80          | 1979-80          | Ouest            | 9e               | Midwest          | 4e               | 30               | 52               | 36,6%            | - | Jerry Sloan                             | [ 14 ]       |
| 1980-81          | 1980-81          | Est              | 5e               | Centrale         | 2e               | 45               | 37               | 54,9%            | Victoire au premier tour (New York, 2-0) Défaite en demi-finale de conférence (Boston, 0-4)                                                                                                  | Jerry Sloan                             | [ 15 ]       |
| 1981-82          | 1981-82          | Est              | 9e               | Centrale         | 5e               | 34               | 48               | 41,5%            | - | Jerry Sloan Phil Johnson Rod Thorn      | [ 16 ]       |
| 1982-83          | 1982-83          | Est              | 9e               | Centrale         | 4e               | 28               | 54               | 34,1%            | - | Paul Westhead                           | [ 17 ]       |
| 1983-84          | 1983-84          | Est              | 10e              | Centrale         | 5e               | 27               | 55               | 32,9%            | - | Kevin Loughery                          | [ 18 ]       |
| 1984-85          | 1984-85          | Est              | 7e               | Centrale         | 3e               | 38               | 44               | 46,3%            | Défaite au premier tour (Milwaukee, 1-3) | Kevin Loughery                          | [ 19 ]       |
| 1985-86          | 1985-86          | Est              | 8e               | Centrale         | 4e               | 30               | 52               | 36,6%            | Défaite au premier tour (Boston, 0-3) | Stan Albeck                             | [ 20 ]       |
| 1986-87          | 1986-87          | Est              | 8e               | Centrale         | 5e               | 40               | 42               | 48,8%            | Défaite au premier tour (Boston, 0-3) | Doug Collins                            | [ 21 ]       |
| 1987-88          | 1987-88          | Est              | 3e               | Centrale         | 2e               | 50               | 32               | 61,0%            | Victoire au premier tour (Cleveland, 3-2) Défaite en demi-finale de conférence (Détroit, 1-4)                                                                                                | Doug Collins                            | [ 22 ]       |
| 1988-89          | 1988-89          | Est              | 6e               | Centrale         | 5e               | 47               | 35               | 57,3%            | Victoire au premier tour (Cleveland, 3-2) Victoire en demi-finale de conférence (New York, 4-2) Défaite en finale de conférence (Détroit, 2-4)                                               | Doug Collins                            | [ 23 ]       |
| 1989-90          | 1989-90          | Est              | 3e               | Centrale         | 2e               | 55               | 27               | 67,1%            | Victoire au premier tour (Milwaukee, 3-1) Victoire en demi-finale de conférence (Philadelphie, 4-1) Défaite en finale de conférence (Détroit, 3-4)                                           | Phil Jackson                            | [ 24 ]       |
| 1990-91          | 1990-91          | Est              | 1er              | Centrale         | 1er              | 61               | 21               | 74,4%            | Victoire au premier tour (New York, 3-0) Victoire en demi-finale de conférence (Philadelphie, 4-1) Victoire en finale de conférence (Détroit, 4-0) Victoire en finale NBA (L.A. Lakers, 4-1) | Phil Jackson                            | [ 25 ]       |
| 1991-92          | 1991-92          | Est              | 1er              | Centrale         | 1er              | 67               | 15               | 81,7%            | Victoire au premier tour (Miami, 3-0) Victoire en demi-finale de conférence (New York, 4-3) Victoire en finale de conférence (Cleveland, 4-2) Victoire en finale NBA (Portland, 4-2)         | Phil Jackson                            | [ 26 ]       |
| 1992-93          | 1992-93          | Est              | 2e               | Centrale         | 1er              | 57               | 25               | 69,5%            | Victoire au premier tour (Atlanta, 3-0) Victoire en demi-finale de conférence (Cleveland, 4-0) Victoire en finale de conférence (New York, 4-2) Victoire en finale NBA (Phoenix, 4-2)        | Phil Jackson                            | [ 27 ]       |
| 1993-94          | 1993-94          | Est              | 3e               | Centrale         | 2e               | 55               | 27               | 67,1%            | Victoire au premier tour (Cleveland, 3-0) Défaite en demi-finale de conférence (New York, 3-4)                                                                                               | Phil Jackson                            | [ 28 ]       |
| 1994-95          | 1994-95          | Est              | 5e               | Centrale         | 3e               | 47               | 35               | 57,3%            | Victoire au premier tour (Charlotte, 3-1) Défaite en demi-finale de conférence (Orlando, 2-4)                                                                                                | Phil Jackson                            | [ 29 ]       |
| 1995-96          | 1995-96          | Est              | 1er              | Centrale         | 1er              | 72               | 10               | 87,8%            | Victoire au premier tour (Miami, 3-0) Victoire en demi-finale de conférence (New York, 4-1) Victoire en finale de conférence (Orlando, 4-0) Victoire en finale NBA (Seattle, 4-2)            | Phil Jackson                            | [ 30 ]       |
| 1996-97          | 1996-97          | Est              | 1er              | Centrale         | 1er              | 69               | 13               | 84,1%            | Victoire au premier tour (Washington, 3-0) Victoire en demi-finale de conférence (Atlanta, 4-1) Victoire en finale de conférence (Miami, 4-1) Victoire en finale NBA (Utah, 4-2)             | Phil Jackson                            | [ 31 ]       |
| 1997-98          | 1997-98          | Est              | 1er              | Centrale         | 1er              | 62               | 20               | 75,6%            | Victoire au premier tour (New Jersey, 3-0) Victoire en demi-finale de conférence (Charlotte, 4-1) Victoire en finale de conférence (Indiana, 4-3) Victoire en finale NBA (Utah, 4-2)         | Phil Jackson                            | [ 32 ]       |
| 1998-99          | 1998-99          | Est              | 15e              | Centrale         | 8e               | 13               | 37               | 26,0%            | - | Tim Floyd                               | [ 33 ]       |
| 1999-00          | 1999-00          | Est              | 15e              | Centrale         | 8e               | 17               | 65               | 20,7%            | - | Tim Floyd                               | [ 34 ]       |
| 2000-01          | 2000-01          | Est              | 15e              | Centrale         | 8e               | 15               | 67               | 18,3%            | - | Tim Floyd                               | [ 35 ]       |
| 2001-02          | 2001-02          | Est              | 15e              | Centrale         | 8e               | 21               | 61               | 25,6%            | - | Tim Floyd Bill Berry Bill Cartwright    | [ 36 ]       |
| 2002-03          | 2002-03          | Est              | 12e              | Centrale         | 6e               | 30               | 52               | 36,6%            | - | Bill Cartwright                         | [ 37 ]       |
| 2003-04          | 2003-04          | Est              | 14e              | Centrale         | 8e               | 23               | 59               | 28,0%            | - | Bill Cartwright Pete Myers Scott Skiles | [ 38 ]       |
| 2004-05          | 2004-05          | Est              | 4e               | Centrale         | 2e               | 47               | 35               | 57,3%            | Défaite au premier tour (Washington, 2-4) | Scott Skiles                            | [ 39 ]       |
| 2005-06          | 2005-06          | Est              | 7e               | Centrale         | 4e               | 41               | 41               | 50,0%            | Défaite au premier tour (Miami, 2-4) | Scott Skiles                            | [ 40 ]       |
| 2006-07          | 2006-07          | Est              | 5e               | Centrale         | 3e               | 49               | 33               | 59,8%            | Victoire au premier tour (Miami, 4-0) Défaite en demi-finale de conférence (Détroit, 2-4) | Scott Skiles                            | [ 41 ]       |
| 2007-08          | 2007-08          | Est              | 11e              | Centrale         | 4e               | 33               | 49               | 40,2%            | - | Scott Skiles Pete Myers Jim Boylan      | [ 42 ]       |
| 2008-09          | 2008-09          | Est              | 7e               | Centrale         | 2e               | 41               | 41               | 50,0%            | Défaite au premier tour (Boston, 3-4) | Vinny Del Negro                         | [ 43 ]       |
| 2009-10          | 2009-10          | Est              | 8e               | Centrale         | 3e               | 41               | 41               | 50,0%            | Défaite au premier tour (Cleveland, 1-4) | Vinny Del Negro                         | [ 44 ]       |
| 2010-11          | 2010-11          | Est              | 1er              | Centrale         | 1er              | 62               | 20               | 75,6%            | Victoire au premier tour (Indiana, 4-1) Victoire en demi-finale de conférence (Atlanta, 4-2) Défaite en finale de conférence (Miami, 1-4)                                                    | Tom Thibodeau                           | [ 45 ]       |
| 2011-12          | 2011-12          | Est              | 1er              | Centrale         | 1er              | 50               | 16               | 75,8%            | Défaite au premier tour (Philadelphie, 2-4) | Tom Thibodeau                           | [ 46 ]       |
| 2012-13          | 2012-13          | Est              | 5e               | Centrale         | 2e               | 45               | 37               | 54,9%            | Victoire au premier tour (Brooklyn, 4-3) Défaite en demi-finale de conférence (Miami, 1-4)                                                                                                   | Tom Thibodeau                           | [ 47 ]       |
| 2013-14          | 2013-14          | Est              | 4e               | Centrale         | 2e               | 48               | 34               | 58,5%            | Défaite au premier tour (Washington, 1-4) | Tom Thibodeau                           | [ 48 ]       |
| 2014-15          | 2014-15          | Est              | 3e               | Centrale         | 2e               | 50               | 32               | 61,0%            | Victoire au premier tour (Milwaukee, 4-2) Défaite en demi-finale de conférence (Cleveland, 2-4)                                                                                              | Tom Thibodeau                           | [ 49 ]       |
| 2015-16          | 2015-16          | Est              | 9e               | Centrale         | 4e               | 42               | 40               | 51,2%            | - | Fred Hoiberg                            | [ 50 ]       |
| 2016-17          | 2016-17          | Est              | 8e               | Centrale         | 4e               | 41               | 41               | 50,0%            | Défaite au premier tour (Boston, 2-4) | Fred Hoiberg                            | [ 51 ]       |
| 2017-18          | 2017-18          | Est              | 13e              | Centrale         | 5e               | 27               | 55               | 32,9%            | - | Fred Hoiberg                            | [ 52 ]       |
| 2018-19          | 2018-19          | Est              | 13e              | Centrale         | 4e               | 22               | 60               | 26,8%            | - | Fred Hoiberg Jim Boylen                 | [ 53 ]       |
| 2019-20          | 2019-20          | Est              | 11e              | Centrale         | 3e               | 22               | 43               | 33,8%            | - | Jim Boylen                              | [ 54 ]       |
| 2020-21          | 2020-21          | Est              | 11e              | Centrale         | 3e               | 31               | 41               | 43,1%            | - | Billy Donovan                           | [ 55 ]       |
| 2021-22          | 2021-22          | Est              | 6e               | Centrale         | 2e               | 46               | 36               | 56,1%            | Défaite au premier tour (Milwaukee, 1-4) | Billy Donovan                           | [ 56 ]       |
| 2022-23          | 2022-23          | Est              | 10e              | Centrale         | 3e               | 40               | 42               | 48,8%            | - | Billy Donovan                           | [ 57 ]       |
| 2023-24          | 2023-24          | Est              | 9e               | Centrale         | 4e               | 39               | 43               | 47,6%            | - | Billy Donovan                           | [ 58 ]       |
| 2024-25          | 2024-25          | Est              | 9e               | Centrale         | 5e               | 39               | 43               | 47,6%            | - | Billy Donovan                           | [ 59 ]       |
| Saison régulière | Saison régulière | Saison régulière | Saison régulière | Saison régulière | Saison régulière | 2 422            | 2 340            | 50,9%            | |                                         |              |
| Playoffs         | Playoffs         | Playoffs         | Playoffs         | Playoffs         | Playoffs         | 187              | 162              | 53,6%            | 6 titres NBA | 6 titres NBA                            | 6 titres NBA |